# Cicadula
Cicadula är ett släkte av insekter som beskrevs av Zetterstedt 1840. Cicadula ingår i familjen dvärgstritar.

## Bildgalleri

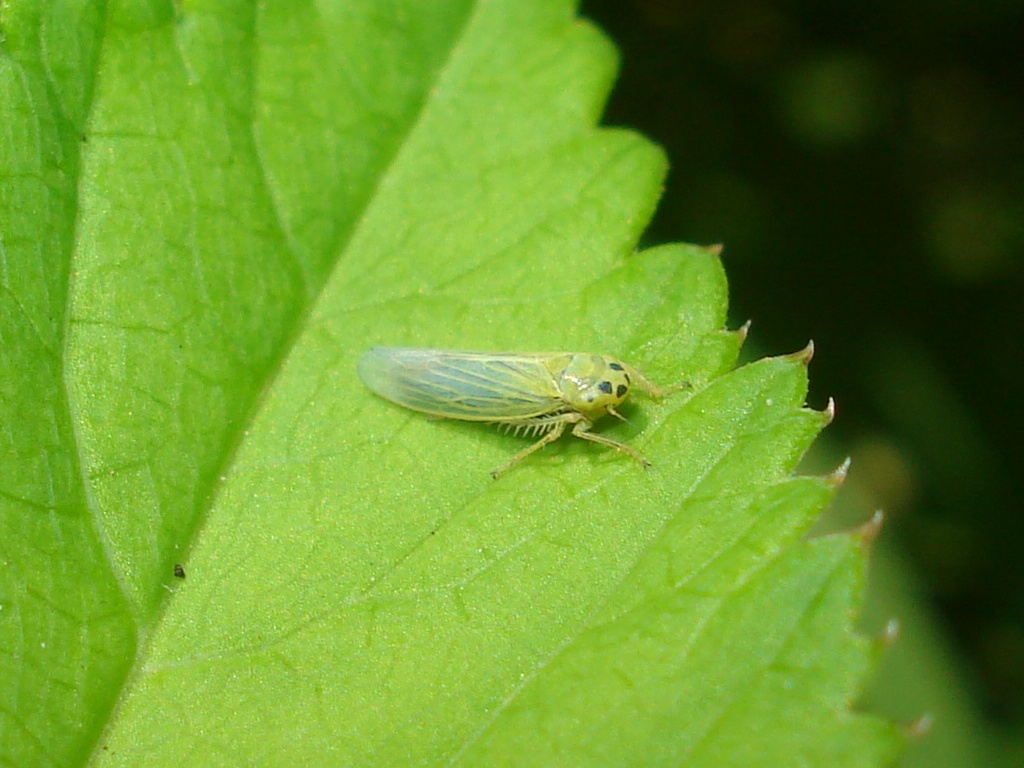

## Dottertaxa tillCicadula, i alfabetisk ordning[1][2]
- Cicadula albingensis
- Cicadula arevaloi
- Cicadula aurantipes
- Cicadula ciliata
- Cicadula clypeata
- Cicadula colorata
- Cicadula compressa
- Cicadula cyperaceus
- Cicadula flori
- Cicadula fronatlis
- Cicadula frontalis
- Cicadula glanvillei
- Cicadula indrina
- Cicadula intermedia
- Cicadula junea
- Cicadula limbata
- Cicadula lineatopunctatus
- Cicadula longiseta
- Cicadula melanogaster
- Cicadula mesasiatica
- Cicadula mutilla
- Cicadula nigricornis
- Cicadula ornata
- Cicadula ornatus
- Cicadula persimilis
- Cicadula placida
- Cicadula placidus
- Cicadula quadrinotata
- Cicadula quadripunctata
- Cicadula quinquenotata
- Cicadula ramenta
- Cicadula ribauti
- Cicadula rubroflava
- Cicadula saliens
- Cicadula saturata
- Cicadula saxosa
- Cicadula scutellata
- Cicadula smithi
- Cicadula subcupraeus
- Cicadula tunisiana
- Cicadula vaga
- Cicadula vaginata
- Cicadula warioni